# Norion priacanthi
Norion priacanthi is een eenoogkreeftjessoort uit de familie van de Lernanthropidae. De wetenschappelijke naam van de soort is voor het eerst geldig gepubliceerd in 1956 door Kirtisinghe.